# جبل فرينشمان
جبل فرينشمان (بالإنجليزية: Frenchman Mountain) هو جبل يقع شرق لاس فيغاس في ولاية نيفادا بالولايات المتحدة. يُعد من المعالم الجغرافية البارزة في وادي لاس فيغاس، ويُعتقد أن اسمه مشتق من مهاجر فرنسي كان يقطن في المنطقة في أوائل القرن العشرين.

## الجغرافيا
يقع الجبل شرق مدينة لاس فيغاس مباشرة، ويرتفع إلى حوالي 1,236 مترًا فوق مستوى سطح البحر، مع بروز طوبوغرافي يبلغ 663 مترًا، ما يجعله واضحًا من أجزاء واسعة من وادي لاس فيغاس. وتُعد قمته واحدة من أبرز النقاط المرتفعة في المنطقة المحيطة.

## الجيولوجيا
يشتهر جبل فرينشمان بتكوينه الجيولوجي المميز، إذ يحتوي على تكوينات صخرية قديمة تعود إلى العصر البركامبي، مما يعني أنها من أقدم الصخور الظاهرة على سطح الأرض، وتُشبه في تركيبها صخور غراند كانيون.
يُستخدم الجبل أحيانًا في تعليم الجيولوجيا والطبقات الأرضية بسبب وضوح التكوينات الصخرية.

## التسمية
رغم أن الاسم يوحي بوجود علاقة فرنسية، إلا أنه ناتج عن التباس تاريخي؛ فالرجل الذي يُنسب إليه الاسم لم يكن فرنسيًا على الأرجح، بل بلجيكي الأصل. وقد أطلق عليه السكان المحليون اسم فرينش مان وظل الاسم ملازمًا للجبل.

## الأنشطة
يشتهر الجبل برحلات التسلق والمشي الجبلي، ويوجد مسار غير رسمي شهير يستخدمه المتنزهون للوصول إلى القمة. ورغم عدم وجود مرافق رسمية، إلا أن الجبل مقصد معروف لهواة الطبيعة والمغامرة، خاصة لسكان لاس فيغاس.

## الحفظ البيئي
يُحيط بالجبل أراضٍ مملوكة للحكومة الفيدرالية، وقد اقترحت مجموعات بيئية أن يُدرج ضمن نظام المناطق المحمية بهدف حماية تنوعه الجيولوجي والنباتي.